# الحماري (القفر)

تعديل مصدري - تعديل

الحماري محلة تابعة لقرية المعازبة، التابعة لعزلة بني عمر السافل بمديرية القفر إحدى مديريات محافظة إب في الجمهورية اليمنية، بلغ تعداد سكانها 343 حسب تعداد اليمن لعام 2004.